# Polityka pieniężna Szwecji

Flaga Szwecji

Polityka pieniężna Szwecji – jednym z głównych celów szwedzkiej polityki pieniężnej jest utrzymanie stabilności cen. Riksbank – szwedzki bank centralny, który jest równocześnie najstarszym bankiem centralnym na świecie, ma określony wyraźnie cel inflacyjny taki, że roczna zmiana wskaźnika cen konsumpcyjnych CPI ma wynosić 2 procent z tolerancją w przedziale plus/minus 1 punkt procentowy. Polityka pieniężna Szwecji zakłada również, że nie ma jednej miary inflacji konsekwentnie wskazującej na odpowiednie stanowisko polityki monetarnej. Riksbank podejmując decyzje dotyczące polityki monetarnej, bierze pod uwagę zmiany cen aktywów i innych zmiennych finansowych (kursy walut, ceny nieruchomości, ceny akcji, zadłużenie gospodarstw domowych i przedsiębiorstw itp.). Równocześnie prognozy Riskbanku są konstruowane przy założeniu, że stopa repo rozwija się zgodnie z oczekiwaniami rynku. Otwartość i przejrzystość w polityce pieniężnej stanowią warunek pomyślnego połączenia wiarygodności celu inflacyjnego i elastycznego dążenia do celów tej polityki w perspektywie krótkoterminowej.

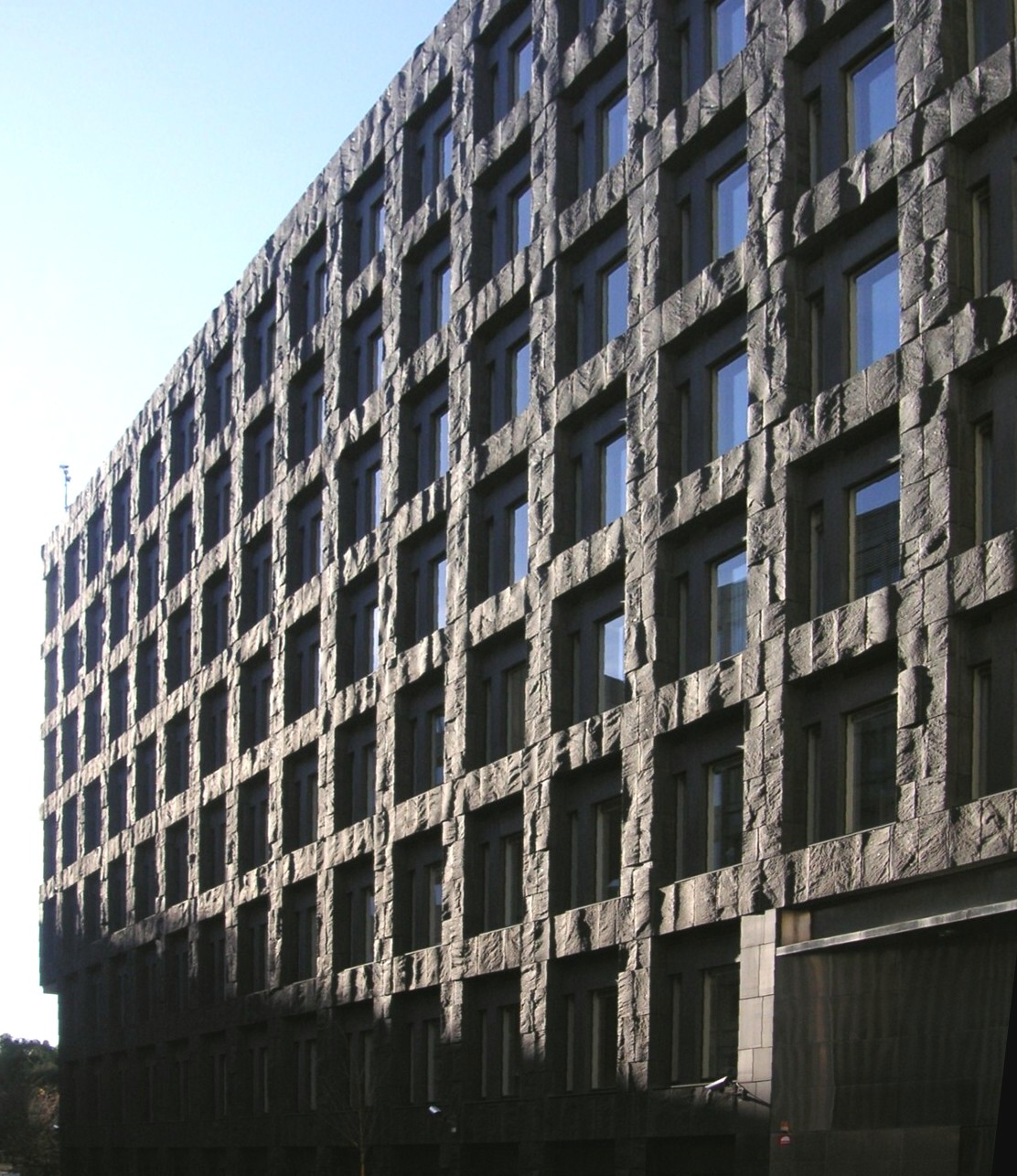
Budynek Szwedzkiego Banku Narodowego

## Działania Riksbanku na tle ogólnej kondycji gospodarczej Szwecji
W dyskusji na temat polityki pieniężnej w Szwecji w ostatnich latach często pojawia się pytanie, czy częstsze branie pod uwagę innych czynników, poza wzrostem inflacji nie byłoby korzystne dla Riksbanku. Kwestia ta powstała przede wszystkim w związku z ostatnim okresem rozwoju makroekonomicznego w Szwecji, gdzie wysoki wzrost gospodarczy, wzrost cen nieruchomości i ekspansji kredytowej obserwowano wraz z niską inflacją i słabą pracą rynku.
Mimo że prowadzona polityka pieniężna ma kluczowe znaczenie dla rozwoju inflacji nie da się całkowicie zapobiec wszystkim zaburzeniom, które wpływają na inflację, realną gospodarkę i rynki finansowe. Ponadto, polityka pieniężna nie ma za zadania i nie jest w stanie być używaną permanentnie do zapewnienia trwałego wzrostu zatrudnienia i wzrostu gospodarczego. Tym co szwedzka polityka pieniężna niewątpliwe może osiągnąć jest zapewnienie stabilnej stopy inflacji, która w ciągu ostatnich latach jest w pełni zgodna z celem inflacyjnym oraz przyczynianie się do tłumienia wahań w gospodarce realnej. W ten sposób polityka pieniężna może tworzyć dobre warunki dla sprawnego funkcjonowania gospodarki oraz korzystne, stabilne warunki dla rozwoju makroekonomicznego.

## Riksbank: zadania i niezależność
Riksbank jest odpowiedzialny za politykę pieniężną. Celem statutowym szwedzkiej polityki pieniężnej jest utrzymanie stabilności cen. Zgodnie z nową ustawą, Riksbank ma również na celu promowanie bezpiecznego i wydajnego systemu płatniczego. W pracach przygotowawczych do ustawy stwierdzono, że Riksbank, bez uszczerbku dla celu stabilności cen, powinien ponadto wspierać cele ogólnej polityki gospodarczej w celu utrzymania stałego poziomu wzrostu gospodarczego i wysokiego poziomu zatrudnienia.
Te zmiany legislacyjne także zwiększyły niezależność Riksbanku. Doświadczenia w Szwecji i innych krajach pokazują, że niezależność stwarza lepsze warunki do utrzymania stabilności cen. Decyzje dotyczące stopy repo są obecnie podejmowane przez Zarząd Riksbanku. Zgodnie z decyzją rządu, żaden inny organ nie może zadecydować, w jaki sposób Riksbank ma działać w sprawach związanych z polityką pieniężną. Jednym z powodów zmian w prawie, które dziś kładzie większy nacisk na stabilność cen i niezależność Riksbanku była dla Szwecji zgodność z wymogami traktatów UE. Jednak u podstaw tych wymagań – jak również zmian w polityce pieniężnej, które miały miejsce w wielu krajach poza UE – leżą także doświadczenia z zakresu polityki stabilizacji w latach 70. i 80., które wyraźnie wskazują, że niska, stabilna inflacja jest warunkiem koniecznym dla sprawnego funkcjonowania gospodarki i sprzyjającym stabilnemu rozwoju makroekonomicznemu.
Banki centralne próbowały różnych sposobów by zapewnić gospodarce „kotwicę nominalną”, na przykład, utrzymując stałą wartość waluty w stosunku do złota lub innych walut lub mające zwłaszcza na celu tempo wzrostu podaży pieniądza. Jednakże ani stałym kursem walutowym ani określoną wartością podaży pieniądza nie udało się zapobiec zbyt wysokiej inflacji, od początku 1990 roku ustalono, że polityka pieniężna powinna być sformułowana w postaci wyraźnego celu inflacyjnego. Kraje, które wprowadziły cel inflacyjny również często wprowadzały zmiany, które wymagałyby zwiększenia niezależności banku centralnego.

## Sformułowanie celu inflacyjnego
Riksbank sformułował wyraźny cel inflacyjny, zgodnie z którym roczna zmiana indeksu cen konsumpcyjnych (CPI) wynosi 2 proc. Aby podkreślić, że nie ma możliwości, by polityka pieniężna w sposób ciągły osiągała dokładnie założony cel, Riksbank określił przedział tolerancji plus / minus 1 punktu procentowego w okolicach celu inflacyjnego. Przedział tolerancji służy także temu by pokazać, kiedy wahnięcia – odejścia od celu inflacyjnego są za duże, nie do zaakceptowania. W celu dalszego zwiększenia przejrzystości polityki pieniężnej Riksbank kieruje się zasadą, według której ważne jest by po wystąpieniu takiego wahnięcia dążyć do obniżenia inflacji tak by powrócić do celu inflacyjnego w ciągu dwóch lat.

## Rola różnych miar inflacji
Ważne jest, aby rozróżnić, które miary inflacji odnoszą się do środków, które są przydatne do analizy i prognozowanie tendencji inflacyjnych. Riksbank wyraził cel inflacyjny w kategoriach wskaźnika CPI. W celu opisania rozwoju inflacji i wyjaśnienia struktury polityki pieniężnej w lepszy sposób, by podkreślić różne środki brane pod uwagę, Riksbank wybiera tzw. inflację bazową. Środki te zostały dostosowane do części składowych ceny, które wpływają na rozwój wskaźnika CPI przejściowo, ale które nie są oceniane wpływ na tendencje stopę inflacji.

## Kreowanie realnej stabilności
Grupa robocza, która stworzyła nową Ustawę Sveriges Riksbank zastanawiała się, czy cel stabilności cen nie powinien być towarzyszyć innym celom polityki monetarnej, na przykład dotyczącymi wzrostu PKB i zatrudnienia. Grupa ta uznała, że Riksbank powinien wspierać cele ogólnej polityki gospodarczej w celu osiągnięcia trwałego wzrostu gospodarczego i wysokiego poziomu zatrudnienia, bez uszczerbku dla stabilności cen. Cele tego rodzaju byłyby ponadto trudne do pogodzenia z ramami regulacyjnymi UE i niewłaściwe, mając na uwadze fakt, że pieniężna polityka nie może wpływać na wzrost i zatrudnienie w sposób trwały.
Wydawanie pozwoleń czasowych odchyleń od celu inflacyjnego może być uzasadnione przez uwzględnienie zmian w realną gospodarkę. By nie dążono do powrotu bieżącej inflacji do celu inflacyjnego tak szybko jak to możliwe, zakres tych pozwoleń czasowych jest stworzony w taki sposób, aby tłumić wahania gospodarki realnej. Jednocześnie ważne jest by ta elastyczność nie zmniejszała wiarygodności celu inflacyjnego w długim okresie, gdyż Riksbank założył, że priorytetowe jest utrzymanie stabilności cen. W pewnych okolicznościach, odchylenie od celu inflacyjnego może być tak duże, że uzasadnione jest umożliwienie powrotu inflacji do celu w normalnym czasie dwóch lat, pod warunkiem że nie zagrozi to nadszarpnięciem zaufania do polityki monetarnej. Tempo, w jakim jest pożądane by po odchyleniu powrócić do celu inflacyjnego zależy od stopnia w jakim to odchylenie wpłynęło na zaburzenia gospodarki.

## Kształtowanie polityki pieniężnej a rynki finansowe
Rynki finansowe odczuwają zmiany inflacji, zmiany w sferze realnej gospodarki. Zmiany cen aktywów i innych zmiennych finansowych (kursy walut, ceny nieruchomości, ceny akcji, zadłużenie gospodarstw domowych i przedsiębiorstw itd.)są więc regularnie brane pod uwagę podczas podejmowania decyzji dotyczących polityki pieniężnej. Riksbank ma, oczywiście, także za zadanie promowanie bezpiecznego i wydajnego systemu płatniczego. Aby system płatności był postrzegany jako bezpieczny i skuteczny, wymagane jest, między innymi, żeby z kolei system bankowy był bezpieczny i skuteczny. Działalności banków są ściśle powiązane z resztą sektora finansowego. Odpowiedzialność banku centralnego w systemie płatności jest zatem często wyrażana w kontekście utrzymania stabilności finansowej. Jednakże stopa repo nie jest skutecznym narzędziem do uniknięcia lub rozwiązania poważnych problemów w systemie płatności. Zupełnie inne środki muszą być podjęte, jeżeli istnieje zagrożenie tego rodzaju problemami wynikających lub w najgorszym przypadku, już powstałych. Mogą pojawić się sytuacje, w których wpływ na realną gospodarkę i inflację w rozwoju różnych zmiennych finansowych może okazać się bardzo niekorzystny, jak i poważny, bez możliwości określenia powodu lub wychwytywania tego typu zagrożeń w normalnych pracach analitycznych i prognostycznych. Na przykład ścieżki cen aktywów i zadłużenia mogą niekiedy być trudne do zracjonalizowania lub niemożliwe do utrzymania w dłuższej perspektywie. Oznacza to ryzyko ostrych korekt w przyszłości, co z kolei wpływa na realną gospodarkę i inflację. Może być konieczne by podjąć takie ryzyko biorąc pod uwagę decyzje dotyczące polityki pieniężnej w inny sposób niż w normalnym podejściu, gdzie prognozy dotyczące inflacji i realnej gospodarki na następne dwa lata mają stanowić podstawę. W praktyce podejmowanie ryzyka tego rodzaju, może oznaczać, że stopa procentowa zmieni się nieco wcześniej lub później, w stosunku do tego, co byłoby najbardziej odpowiednie, zgodnie z prognozami inflacji i realnej gospodarki. Jednak celem jest jak zawsze utrzymanie stabilności cen i tłumienie wahania w gospodarce realnej.

## Prognozy dotyczące inflacji i decyzje w sprawie stóp procentowych
W 2005 r. Riksbank zbliżył się do idei dokonania prognozy przy założeniu, że stopa repo będzie rozwijać się zgodnie z oczekiwaniami rynku (co znajduje odzwierciedlenie w domyślnych terminowych stopach). Wcześniej, prognozy oparte były na założeniu, że stopa repo będzie bez zmian w okresie objętym prognozą.
Jaka powinna być pożądana polityka pieniężna? Zazwyczaj dobrze wyważona polityka pieniężna oznacza to, że inflacja znajduje się w pobliżu celu inflacyjnego w perspektywie czasowej dwóch lat, podczas gdy w tym samym czasie ścieżki inflacji i realna gospodarka nie wykazują zbyt dużych wahań. Ścieżki stóp procentowych, które prowadzą do szybkiego wzrostu inflacji, gdy w tym samym czasie, wzrost realnej gospodarki jest wysoki, a możliwości jej wykorzystania są trudne, nie są raczej wskazane dla polityki pieniężnej, nawet jeśli inflacja jest blisko 2 procent w ciągu dwóch lat. W tym przypadku ścieżki stóp procentowych mogą spowodować zbyt ekspansywną politykę pieniężną, która prowadzi do zbyt dużych wahań inflacji i realnej gospodarki. Wyważona polityka pieniężna może tutaj oznaczać, że zamiast tego należy pozwolić na osiągnięcie celu inflacyjnego w okresie nieco dłuższym niż dwa lata, wtedy realna gospodarka może rozwijać się bez przeszkód.
Pożądana polityka pieniężna powinna być również przewidywalna, to ułatwiłoby gospodarstwom domowym i przedsiębiorstwom dostosowywanie się do nowych warunków gospodarczych. Zmiany stopy repo powinno być przeprowadzane stopniowo, a nie w dużych skokach. Ponadto stopniowe zmiany stóp procentowych dają możliwość spokojnej analizy nowych danych ekonomicznych. Jak wszystkie inne oceny, prognozy stóp procentowych będą musiały ulec zmianie po przeanalizowaniu nowych informacji dotyczących sytuacji gospodarczej w Szwecji i za granicą, a to może mieć wpływ na perspektywy inflacji i działalności gospodarczej w Szwecji. Nie ma zatem pewności co do przyszłości kształtowania się stóp procentowych w sytuacji, gdy nie ma też pewności co ogólnego rozwoju gospodarki w przyszłości.

## Otwartość i przejrzystość w polityce pieniężnej
Otwartość i przejrzystość w polityce pieniężnej umożliwiają łączenie wiarygodności celu inflacyjnego z elastycznym stosowaniem celu inflacyjnego w perspektywie krótkoterminowej, która nie jest postrzegana arbitralnie. Fakt, że Riksbank ma za zadanie samodzielnie określać cel stabilności cen i te rozważania podać w odniesieniu do innych celów polityki gospodarczej w krótkim okresie sprawia, że są też nakładane duże wymagania co do tego w jaki sposób te decyzje powinny być wyjaśniane opinii publicznych i Riksdagowi. W celu realizacji tych wymagań Riksbank przyjął strategię, że wszystko powinno być tak przejrzyste i otwarte jak to jest tylko możliwe w odniesieniu do informacji i okoliczności, na których decyzje dotyczące polityki pieniężnej się opierają. To, że Riksbank zdecydował się określić dokładnie cel inflacyjny (w pewnym przedziale tolerancji) oraz przyjął zasadę sprowadzenia inflacji do celu w okresie dwóch lat może być także uzasadnione celem stworzenia przejrzystości i wiarygodności celu inflacyjnego.
Analizy czynników decydujących o inflacji i prognoz dotyczących stopy repo, inflacji i realnej gospodarki w najbliższych latach są publikowane przez Riksbank w raportach dotyczących inflacji. W związku z tym zawierają najważniejsze dane, na których opierają się decyzje podejmowane w zakresie polityki pieniężnej. Każda decyzja polityki pieniężnej jest ogłaszana w komunikacie prasowym. Od 2008 roku decyzja w sprawie stopy repo jest zazwyczaj podawana sześć razy w roku. Trzy z tych sześciu razy zbiegają się z publikacją Raportu Polityki Pieniężnej.